# فلاديمير ملجكوفيتش
فلاديمير ملجكوفيتش هو لاعب كرة قدم صربي في مركز الوسط، ولد في 1 يوليو 1984 في فرانيي في صربيا. لعب مع النجم الأحمر بلغراد ونابريداك كروشيفاتس.

## وصلات خارجية
- فلاديمير ملجكوفيتش على موقع قاعدة بيانات كرة القدم.إي يو (الإنجليزية)
- فلاديمير ملجكوفيتش على موقع Soccerway.com (الإنجليزية)